# Moucherolle à ventre fauve
Myiotheretes fuscorufus
Ne doit pas être confondu avec Moucherolle fauve ou Moucherolle à poitrine fauve (homonymie).
Espèce
Synonymes
- Ochthodiaeta fuscorufus

Statut de conservation UICN

 LC  : Préoccupation mineure
Le Moucherolle à ventre fauve (Myiotheretes fuscorufus), aussi appelé Moucherolle des buissons, est une espèce de passereau de la famille des Tyrannidae.

## Systématique

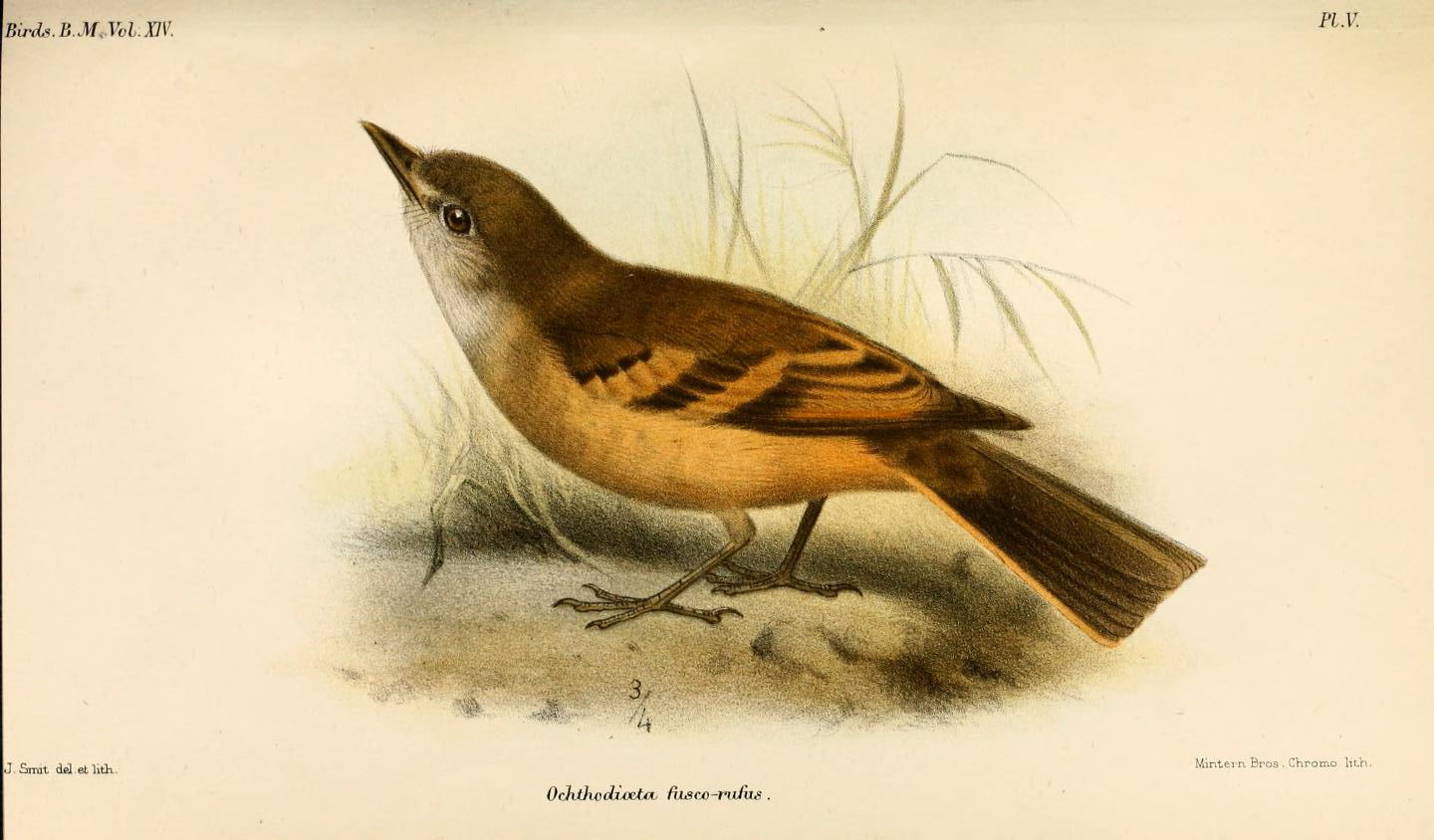
Moucherolle à ventre fauve, gravure de 1888 de Joseph Smit

Il a été décrit en 1876 par Philip Lutley Sclater et Osbert Salvin sous le nom scientifique de Ochthodiaeta fuscorufus.

## Distribution
Il fréquente le bord est de la puna, du Sud du Pérou (région de Pasco) à l'Ouest de la Bolivie.